# Mágocs
Mágocs este un oraș în districtul Hegyhát, județul Baranya, Ungaria, având o populație de 2.450 de locuitori (2011). 

## Demografie
Componența etnică a orașului Mágocs
     Maghiari (79,85%)
     Germani (11,67%)
     Romi (7,96%)
     Necunoscut (0,19%)
     Români (0,33%)
     Alții (0,19%)
Componența confesională a orașului Mágocs
     Romano-catolici (59,43%)
     Fără religie (13,47%)
     Luterani (4,08%)
     Atei (2,24%)
     Reformați (1,63%)
     Necunoscută (19,14%)
Conform recensământului din 2011, orașul Mágocs avea 2.450 de locuitori. Din punct de vedere etnic, majoritatea locuitorilor (79,85%) erau maghiari, existând și minorități de germani (11,67%) și romi (7,96%). Apartenența etnică nu este cunoscută în cazul a 0,19% din locuitori.  Din punct de vedere confesional, majoritatea locuitorilor (59,43%) erau romano-catolici, existând și minorități de persoane fără religie (13,47%), luterani (4,08%), atei (2,24%) și reformați (1,63%). Pentru 19,14% din locuitori nu este cunoscută apartenența confesională.